# Choix du tracé d'un projet routier
 (mars 2025).
Motif : L’article est issu de cet ouvrage placé sous licence GFDL (libre de droits). Il ne s’agit donc ni d’un TI, ni d’un copyvio, par contre le sujet en tant que tel semble ne pas répondre aux critères généraux de notoriété. Il y aurait lieu de développer d’abord Projet d'infrastructures routières en France ou plus généralement Projet routier ou conception routière (à créer, pour éviter le franco-centrage).
- Archive Wikiwix
- Bing
- Cairn
- DuckDuckGo
- E. Universalis
- Gallica
- Google
- G. Books
- G. News
- G. Scholar
- Persée
- Qwant
- (zh) Baidu
- (ru) Yandex
- (wd) trouver des œuvres sur Wikidata

| 1. | Préciser le motif de la pose du bandeau. | Précisez le motif de la pose du bandeau en utilisant la syntaxe suivante : {{admissibilité à vérifier\|date=mars 2025\|motif=remplacez ce texte par le motif}}                                          |
| 2. | Informer les utilisateurs concernés.     | Pensez à avertir le créateur de l'article, par exemple, en insérant le code ci-dessous sur sa page de discussion : {{subst:avertissement admissibilité à vérifier\|Choix du tracé d'un projet routier}} |

Le choix du tracé d'un projet routier nécessite différentes études préalables, concernant le génie civil, les aspects économiques mais aussi environnementaux.

## Les études de tracé
L’élaboration du tracé s’appuiera sur les études préliminaires et en particulier les données recueillies au cours des études d’environnement sous forme de contraintes.
Différentes considérations à prendre en compte
Autrefois, le tracé d’une route n’était arrêté qu’en fonction des normes de l’époque et de la topographie. Puis la recherche de l’équilibre des terres déblais remblais a été intégrée. Depuis la guerre 39-45, la qualité des sols est prise en compte. Puis le trafic, l’économie.
Aujourd’hui, c’est l’environnement : faune, flore, sources, forêts, esthétique, bruit.
Toutes ces considérations sont à prendre en compte dès le début de l’étude, ce qui conduit à travailler par approches successives, en affinant les échelles au fur et à mesure des dossiers, depuis l’inscription jusqu’au projet détaillé.
De ces éléments se dégagent 5 aspects essentiels :
- l’aspect Génie civil ou art du volume

C’est l’intégration dans le milieu naturel d’un volume artificiel (la route). L’art consiste à réaliser des ouvrages équilibrés, stables et dont la pérennité ne saurait être menacée par les éléments extérieurs ou les forces internes.
- l’aspect fonctionnel ou art de la surface

L’art consiste à réaliser des ouvrages dont les caractéristiques géométriques et l’état de la surface assureront l’écoulement du trafic dans les meilleures conditions de confort et de sécurité pour les personnes et les biens transportés.
- l’aspect économique ou art du compromis

L’art consiste à rechercher le projet ayant les caractéristiques les plus larges possibles en grevant le moins le coût - et en veillant à ce que la solution technique ne soit pas sacrifiée à la recherche absolue du moins coûteux.
- l’aspect environnement ou art de l’ouverture

En plus de l’usager, le riverain est pris en considération. L’art consiste à prendre en compte l’impact de l’infrastructure sur l’aménagement régional, le respect du cadre de vie, l’intégration au paysage.
- l’aspect politique ou art du réalisme.

L’art consiste à exposer les avantages et les inconvénients des différentes solutions pour aider le décideur dans son choix. Le réalisme repose sur la nécessité de bien signaler les inconvénients les plus graves.

## La comparaison des solutions possibles

### L'analyse de la valeur
Ce mode d'analyse s'appuie sur l'analyse fonctionnelle du projet. On évalue la valeur financière de chacune des fonctions du projet pour chacune des variantes étudiées.
Cette méthode s'appuie sur une démarche participative et pluridisciplinaire. L'estimation financière des fonctions du projet peut alors être menée comme dans un calcul de rentabilité classique et être comparée au coût du projet.

### L'analyse multicritère
L'analyse multicritère permet de dépasser le cadre de la rentabilité économique pour essayer d'atteindre l'efficacité économique et sociale.
Dix critères, différents selon que les projets sont en rase campagne ou
en milieu urbain, permettent d'obtenir une évaluation de cette efficacité.
Chaque critère est apprécié, de manière quantitative ou qualitative,
selon une grille :
| symbole | niveau du critère |
| ++      | très favorable    |
| +       | favorable         |
|         | neutre            |
| -       | défavorable       |
| --      | très défavorable  |

En milieu urbain, les indicateurs de chaque critère sont évalués pour
l'année de mise en service et vingt ans après.
Les critères sont :
1. Continuité d'itinéraire
2. Amélioration du fonctionnement de l'agglomération
3. Sécurité
4. Satisfaction de l'usager
5. Environnement
6. Caractère exceptionnel de l'état initial
7. Emploi
8. Réduction de la dépendance énergétique
9. Aménagement du territoire et développement régional
10. Coûts

En rase campagne, les dix critères pour l'évaluation d'un projet sont analysés plus ponctuellement :
1. Développement économique et aménagement du territoire
2. Sécurité : Nbre d'accidents évités par an - Nbre de tués évités par an - Nbre de blessés graves évités/an
3. Avantages pour les usagers : Temps (heures gagnées) - Frais de fonctionnement
4. Environnement : Favorable, neutre, défavorable
5. Situation initiale exceptionnellement défavorable (Nbre d'encombrements - Risques d'interruption du trafic - Nbre de points noirs sécurité - Nbre de points noirs bruit)
6. Incidence sur les autres modes : Variation de recettes des modes concurrents
7. Emploi : Nbre d'emplois liés à l'investissement, l'entretien et l'exploitation
8. Energie : Bilan énergétique (T.E.P.) - Rendement énergétique
9. Bilan financier pour la puissance publique : Coût économique d'investissement - Coût économique global - Variation des recettes fiscales
10. Bilan coût-avantages monétarisables : Avantages actualisés globaux - Bénéfice propre - Bénéfice actualisé - Taux de rentabilité immédiate

### Origine du texte
- Cet article est partiellement ou en totalité issu du site Cours de génie civil - année 2007-2008, Hervé Brunel , le texte ayant été placé par l’auteur ou le responsable de publication sous la licence de documentation libre GNU ou une licence compatible.